# Renaud Chazal de Mauriac
Pour les articles homonymes, voir Chazal.
Renaud Chazal de Mauriac, né le 29 juin 1942 à Nevers (Nièvre), est un ancien magistrat français, qui fut notamment premier président de la cour d'appel de Paris entre 2003 et 2007, succédant à Jean-Marie Coulon. 

## Biographie
Renaud Chazal de Mauriac est juge des enfants à Angers (1970-1977), vice-président du tribunal de Rouen (1977-1981), premier vice-président (1981-1987), puis président du tribunal de Nice (1987-1991), avant d'être nommé premier président de la cour d'appel de Dijon (1991-1996). Premier président de la cour d'appel de Montpellier (1996-2003), il est nommé premier président de la cour d'appel de Paris en 2003. Par décret du Président de la République en date du 20 décembre 2006, il est admis, par limite d'âge, à faire valoir ses droits à la retraite à compter du 30 juin 2007. 
Il a été membre du Conseil supérieur de la magistrature, nommé par le président de la République, François Mitterrand, de 1983 à 1987.
En 1997, il est membre de la commission de réflexion sur l'indépendance du parquet et le respect de la présomption d'innocence, présidée par Pierre Truche.

## Décorations
- Officier de la Légion d'honneur (nommé en 2001)
  - Chevalier du 30 novembre 1992
- Médaille d'honneur de l'administration pénitentiaire, or (2005)

Renaud Chazal de Mauriac est nommé au grade de chevalier dans l'ordre national de la Légion d'honneur, puis fait chevalier de l'ordre le 30 novembre 1992 et promu le 31 décembre 2001 au grade d'officier dans l'ordre au titre de « premier président de la cour d'appel de Montpellier ».
En octobre 2005, il reçoit la médaille d'honneur de l'administration pénitentiaire.